# Hermann Markus Pressl
Hermann Markus Preßl (Altaussee, 26 mei 1939 – Volos, 12 augustus 1994) was een Oostenrijks componist en muziekpedagoog.

## Levensloop
Preßl studeerde vanaf 1959 tot 1964 viool bij Josef Drevo, altviool bij Eduard Melkus en compositie bij Otto Siegl aan de Universität für Musik und darstellende Kunst Wien te Wenen. Verder heeft hij in 1972 in Warschau bij Boguslav Julien Schaeffer studeert.
Vervolgens werd hij directeur van de muziekschool te Bad Aussee en van 1966 tot 1971 was hij afgevaardigd van zijn Alma Mater (Universität für Musik und darstellende Kunst Wien) naar Kabul en heeft aldaar in Afghanistan de muziekschool begeleid en was docent aan de Universiteit van Kabul (muziektheorie en compositie). Vanaf 1971 werd hij docent voor viool aan de "Landesmusikschule Graz" en in 1974 wisselde hij als docent voor muziektheorie en compositie aan de Universität für Musik und darstellende Kunst Graz. In 1975 was hij gastdocent in voorbereiding en tijdens het muziekfestival in Salvador de Bahia (Brazilië). In 1977 maakte hij een studiereis naar Srinagar (Jammu en Kasjmir). In 1978 kwam hij terug aan de Universität für Musik und darstellende Kunst Graz waar hij in 1982 professor voor muziektheorie en compositie werd.
Als componist werd hij met een aantal prijzen onderscheiden, zoals de "Joseph-Marx-Musikpreis" (1974 en 1986) de compositieprijs van het Oostenrijkse ministerie voor onderwijs, kunst en cultuur (1973), "Wagner höst" in Tønsberg (Noorwegen) (1994). Hij schreef werken voor orkest, harmonieorkest, kerkmuziek, vocaal- en koormuziek en kamermuziek. 

## Composities

### Werken voor orkest

#### Symfonieën
- 1970 Symfonie op E, voor orkest
- 1974-1976 Symfonie nr. 3 (zie werken voor harmonieorkest)
- 1980-1984 Symfonie nr. 4, in vier delen voor elf ensembles in vier steden
- 1981 AARNOCH, Irrlicht und Findling - Symfonie nr. 2 in twee delen
- 1988 Symfonie nr. 5 (zie werken voor harmonieorkest)
- 1990/1994 Sechste Symphonie aus Es, voor orkest
- 1994 Symfonie nr. 7 - op Cis, voor orkest

#### Concerten voor instrumenten en orkest
- 1966-1970 Toccata und Fuge, voor trombone en strijkorkest
- 1966-1970 Concert, voor dwarsfluit, grote trom en strijkorkest
- 1970-1974 Concert, voor trompet, tamtam en strijkorkest

#### Andere werken voor orkest
- 1966-1970 Musik für Streichorchester
- 1979 Ronde 48, voor circuit orkest

### Werken voor harmonieorkest
- 1974-1976 Symfonie nr. 3, in drie delen voor harmonieorkest
- 1988 ARSIS - Symfonie nr. 5, voor 84 zangers en harmonieorkest
- Casus Angelorum
- Präludium und Fuge, voor koperblazers, zes blaasorkesten, gemengd koor en jazz-ensemble

### Missen, cantates en gewijde muziek
- 1970-1974 Traumgekrönt, cantate voor vrouwenkoor en instrumenten
- 1974-1976 Requiem für HM, bezetting ad libitum
- 1974-1976 Poimenike Litourgia - Messe, voor zangstemmen, orgel en instrumenten
- 1974-1976 Nieszpory - Vesper, voor zangstemmen en instrumenten
- 1976 Choralpredigt, voor predikant, vrouwenkoor, mannenkoor, blazers en twee orgelen
- 1989 Sechs Litaneien, voor gemengd koor a capella
- 1993 Ich höre keine Glocken mehr, voor vier zangstemmen en orgel

### Werken voor koor
- 1970-1972 ETSÜM G, voor geluidsband, dwarsfluit, cello, slagwerk en gemengd koor
- 1978 Chor der Geretteten, voor gemengd koor
- 1983 A 2, voor drie koren, drie strijkorkesten en lichteffecten
- 1993 Milos, voor gemengd koor a capella
- 1994 Hydra, voor achtstemmig gemengd koor

### Vocale muziek
- 1970-1974 Drei Khasiden, voor alt en kamerorkest
- 1979 Ode an niemand, voor tenor en orgel
- 1982 Asralda - (A 13), voor zeven en vijf zangstemmen en Javaanse
- 1983 Asralda, voor zangstemmen en instrumenten
- 1984 Ode an niemand, voor zangstem, twee spreekstemmen en kamerorkest
- 1984 A/2, voor zangstemmen en instrumenten
- 1984 A 5 Quaternion, voor sopraan, basklarinet, vibrafoon en piano
- 1985 A/3, trio voor dwarsfluit, zangstem en altviool
- 1988 A/4, voor zangstem en instrumenten
- 1992 A 13 Amorgos, voor dertien solo zangstemmen
- 1993 Furni, voor 16 solo zangstemmen
- 1994 Astipalea, voor vier vrouwenstemmen
- 1994 Ithaka, voor twaalf solostemmen
- 1994 Skiathos, voor vijf vrouwenstemmen
- 1994 Sonnenuntergänge nach meinem Tode - Fünf Haikus nach Günther Klinge, voor spreek-zang, altsaxofoon en crotales
- 1994 Verweile noch, voor sopraan, altsaxofoon, trombone, vibrafoon en orgel

### Kamermuziek
- 1966-1970 Afghanischer Marsch und Variationen, voor trompet en trombone
- 1967 Drei Quadricinien, voor trompet en drie trombones
- 1969 Fanfarenmusik, voor koperblazers
- 1970-1974 Fanfare, voor koperblazers en slagwerk
- 1977 Ronde 4/2, voor beginners-strijkkwartet
- 1977 Mucklkanon - (Klarinettenmuggl), voor drie klarinetten
- 1977 H/F - Eine Verbeugung vor Hugo Wolf und seiner "Italienischen Serenade", voor dwarsfluit, klarinet, fagot, hoorn, viool, altviool, cello en contrabas
- 1978 Ronde, voor drie accordeons en drie slagwerkers
- 1980 Ronde 12 oder 12 x 12, voor twaalf trombones
- 1981 Ronde 5 oder Da Summa is uma, voor koperblazers
- 1982 Für Elise nicht, für Janna, voor piano en gong
- 1982 Asralda, voor twee melodieinstrumenten en slijpsteen
- 1983 Sonata NOVA, voor cello en piano
- 1985 A 5, voor basklarinet, vibrafoon en drie violen
- 1986 N. N. 2/3, voor tenorblokfluit en vibrafoon
- 1988-1992 Sexus, Plexus, Nexus, voor viool en piano
- 1989 Strijksextet
- 1990 Herbstelegie, voor altviool en cello
- 1991 Für Hans Florey zum 60. Jahr, voor dwarsfluit, viool, cello en piano
- 1991 N. N. 4/1, voor altsaxofoon en orgel
- 1991 Srang 1, voor altsaxofoon en orgel
- 1992 Der Ortsverlasser, voor klavecimbel en kleine orgel
- 1992 Srang 2, voor saxofoonkwartet en orgel
- 1993 43 Kanons, voor viool en altviool
- 1993 Adamas, voor altblokfluit en gitaar
- 1993 IATOA, voor strijkkwintet
- 1993 Srang 3, voor saxofoonkwartet, tamtam, contrabas en orgel
- 1994 Fier Fafeln für fier Fiolen, voor vier violen
- 1994 Finstersonnen, voor twee melodie-instrumenten en piano
- 1994 Zisternen, voor dwarsfluit, klavecimbel en cello

### Werken voor orgel
- 1979-1981/1987 Drei Orgelpunkte für Orgel 1-3
- 1986 N. N. 8, voor piano en orgel

### Werken voor piano
- 1985-1988 N. N. 1
- 1985-1988 N. N. 2
- 1986 N. N. 4, voor piano vierhandig
- 1988 N. N. 12/6/3, voor zes piano's in twaalftoonafstand
- 1992 N. N. 50 - Die Zeremonie des Abschieds, voor piano

### Werken voor klavecimbel
- 1992 N. N. 53, voor twee klavecimbel

## Publicaties
- Die Musik der Afghanen, in: W. Kraus (Hg.), Afghanistan 1974.